# Saurita lacteata
Saurita lacteata är en fjärilsart som beskrevs av Butler 1877. Saurita lacteata ingår i släktet Saurita och familjen björnspinnare. Inga underarter finns listade.